# Victor von Ephrussi

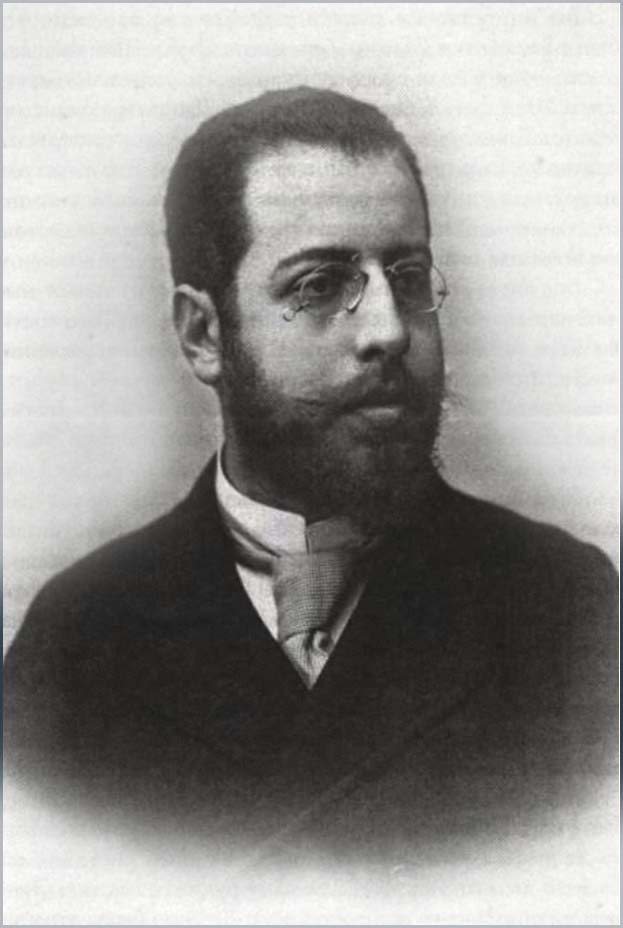
Victor von Ephrussi 1882

Victor Ritter von Ephrussi, ab 1919 Victor Ephrussi (geb. 8. November 1860 in Odessa; gest. 9. Februar 1945 in Tunbridge, Kent, Vereinigtes Königreich) aus der Familie Ephrussi war ein österreichischer Bankier und Eigentümer einer Kunstsammlung und des Palais Ephrussi. 1938 wurde er aus Österreich vertrieben.

## Biografie
Victor Ephrussi war das dritte Kind von Ignaz von Ephrussi (1829–1899) und Emilie Porges (1836–1900), die in den 1860er Jahren nach Österreich gekommen waren. Sein älterer Bruder Stephan (1856–1911) sollte eigentlich das vom Vater gegründete Großhandels- und Bankhaus übernehmen, wurde aber vom Vater verstoßen. Seine Schwester Anna Isabella (1859–1938) heiratete 1889 in Wien Paul Ritter Herz von Hertenried (1859–1908).
Nach dem Tod des 1872 in den Ritterstand erhobenen Vaters übernahm Victor Ephrussi das väterliche Geschäft, obwohl er lieber Privatgelehrter geworden wäre. Er wohnte mit seiner Familie im Palais Ephrussi an der Wiener Ringstraße, das sein Vater 1872/73 vom prominenten Architekten Theophil Hansen hatte errichten lassen.
In einer – vom Urenkel Edmund de Waal verfassten – Familiengeschichte heißt es, er habe lieber die Zeitung gelesen und habe viel Zeit in Kaffeehäusern und in Clubs verbracht. Dennoch sei er der „zweitreichste Bankier“ Wiens gewesen. Nach einer Aufstellung der Wiener Finanzbehörden versteuerte Victor Ephrussi im Jahr 1910 ein Einkommen von 236.548 Kronen und war damit zwar unter den etwa 929 reichsten Wienerinnen und Wienern, allerdings nur an der 258. Stelle.
Nach dem Ersten Weltkrieg war Victor Ephrussi – bedingt durch die Zeichnung von Kriegsanleihen und die Inflation – jedoch ohne ausreichendes Kapital, um das Bankhaus weiter erfolgreich führen zu können. Er akzeptierte daher 1922 das Angebot einer Berliner Großbank, der Disconto-Gesellschaft, das Bankhaus Ephrussi zu übernehmen. Er selbst blieb als Gesellschafter ohne Kapitalbeteiligung auf einem Repräsentationsposten in der Firma. Chef des Bankhauses Ephrussi & Co. wurde der Bankier Alexander Weiner, der zuvor beim Wiener Bankverein und bei der Allgemeinen Österreichischen Bodencreditanstalt tätig gewesen war.
1933 konnte Victor Ephrussi, als die Disconto-Gesellschaft – mittlerweile mit der Deutschen Bank fusioniert – sich aus Österreich zurückzog, einen Anteil von 20 Prozent an dem Bankhaus zurückerwerben, die restlichen Anteile übernahm der spätere Ariseur der Firma, Carl August Steinhäusser (20 Prozent), und der eigentliche Chef der Firma, Alexander Weiner (60 Prozent).
1938 wurden nach der Annexion Österreichs durch das nationalsozialistische Deutsche Reich die Bank, das Palais Ephrussi und die Kunstsammlung arisiert, Ephrussi musste – nachdem er drei Tage inhaftiert war – mit seiner Familie flüchten. Seine Frau starb bald darauf in der Tschechoslowakei (auf dem slowakischen Landgut der Familie in Kövecses), Ephrussi selbst konnte nach Großbritannien einreisen, wo schon seine Tochter Elisabeth (1899–1991) lebte. Dort starb er 1945. Seine Erben erhielten nur eine bescheidene Summe im Rahmen eines Rückstellungsvergleiches restituiert.

## Familie
Victor Ritter von Ephrussi heiratete 1899 in Wien die fast 20 Jahre jüngere Emmy Henrietta Freiin Schey von Koromla (1879–1938). Gemeinsam hatten sie vier Kinder: Elisabeth (1899–1991, verehelichte de Waal), Gisela (1904–1985), Ignaz (1906–1994) und Rudolf (1918–1971).
Ein Enkel von Elisabeth de Waal, Edmund de Waal, auch Urenkel von Victor Ephrussi, veröffentlichte 2010 einen einfühlsamen Familienroman über die Ephrussis, der 2011 auf Deutsch unter dem Titel Der Hase mit den Bernsteinaugen. Das verborgene Erbe der Ephrussis erschien. Der Geschichte dieser Familie widmete das Jüdische Museum in Wien eine Ausstellung und publizierte dazu einen materialreichen Katalog.

## Kunstsammlung
Die von Ignaz von Ephrussi angelegte Kunstsammlung wurde von seinem Sohn Victor kaum ergänzt. Allerdings sind auch keine Verkäufe oder Versteigerungen in den Krisenjahren nach dem Ersten Weltkrieg bekannt. Die Kunstsammlung wurde von den Organen des NS-Staates entzogen und wurden nur in kleinen Teilen restituiert. Einen Teil der Sammlung, die kleinen japanischen Netsuke, hat Edmund de Waal in das Zentrum seines einfühlsamen Familienromans gestellt.

## Links
- https://www.tagblatt-wienerzeitung.at/nachrichten/reflexionen/geschichten/2126098-Edmund-de-Waals-Bestseller.html
- https://www.tagblatt-wienerzeitung.at/nachrichten/reflexionen/geschichten/2126003-Wer-war-Alexander-Weiner.html